# Папуга-червонокрил тиморський
Папуга-червонокрил тиморський (Aprosmictus jonquillaceus) — вид птахів з родини папугові (Psittacidae). Мешкають на Малих Зондських островах.

## Опис
Довжина птаха в середньому 31 см. Зеленого кольору, спина дещо темніша. Живіт блакитний. Рульові пера з нижньої сторони чорні, кінчики жовті. Покривні пера в передній частині крила червоні, на решті крила оливково-зелені. Рульові пера самок мають жовтий край.

## Поширення
Є ендеміками островів Тимор, Ветар і Роті. Мешкають в лісах і саванах на висоті до 2600 м над рівнем моря.

## Підвиди
Виділяють дві підвиди тиморського папуги-червонокрила:
- A. j. jonquillaceus (Vieillot, 1818), мешкає на Тиморі
- A. j. watterensis (Salvadori, 1891), мешкає на Ветарі.

## Збереження
Це рідкісний і малодосліджений птах, якому загрожує знищення середевищ проживання. МСОП вважає положення цього виду близьким до загрозливого.